# Нарсія Григорій Овсійович
Григорій Овсійович Нарсія (1905, село Нігоіті, тепер Ланчхутський муніципалітет, Грузія — ?) — грузинський радянський діяч, 1-й секретар Кутаїського міськкому КП(б) Грузії, 2-й секретар Кутаїського обласного комітету КП(б) Грузії. Депутат Верховної ради СРСР 2—3-го скликань.

## Життєпис
Народився в селянській родині.
У 1928—1933 роках — студент економічного (юридичного) факультету Тифліського державного університету.
Член ВКП(б) з 1929 року.
З 1931 року — відповідальний секретар Грузинської спілки фінансово-банківських працівників, голова правління Грузинської спілки фінансово-банківських працівників.
До 1938 року — начальник Управління державного страхування Грузинської РСР.
У 1938 — листопаді 1951 року — 1-й секретар Кутаїського міського комітету КП(б) Грузії.
У листопаді 1951 — квітні 1952 року — 2-й секретар Кутаїського обласного комітету КП(б) Грузії.
Подальша доля невідома.

## Нагороди
- орден Леніна (24.02.1941)
- орден Трудового Червоного Прапора
- орден «Знак Пошани»
- медаль «За оборону Кавказу»
- медаль «За перемогу над Німеччиною у Великій Вітчизняній війні 1941—1945 рр.»
- медаль «За доблесну працю у Великій Вітчизняній війні 1941—1945 рр.»
- медалі